# Pierre Heude
Pierre Marie Heude (qui adopta le nom chinois de HAN Bohu, Shizen), né le 25 juin 1836 à Fougères en Bretagne et décédé le 2 janvier 1902 à Zi-Ka-wei, Shanghai (Chine), était un prêtre jésuite français, missionnaire en Chine et zoologiste.

## Éléments de biographie
Né le 25 juin 1836 à Fougères, une ville d'Ille-et-Vilaine en Bretagne, le jeune Pierre entre au noviciat des Jésuites le 4 novembre 1856. A la fin de sa formation spirituelle et académique il est ordonné prêtre en 1867, probablement à Laval, en Mayenne.
Parti en 1868 comme missionnaire en Chine dans le Kiang-nan, il est nommé presque aussitôt auprès des jésuites de Shanghai pour y rassembler une collection de faune et de flore, selon les vœux du ministre Drouyn de Lhuys. Il fonde le Muséum de Zi-Ka-wei dans la concession française de Shanghai. Il voyage en Chine et en Asie et étudie les mollusques, puis plus tard particulièrement les mammifères d’Asie.

## Liste partielle des publications
- Conchyliologie fluviatile de la province de Nanking (et la Chine centrale), Paris, 1875-1886, 10 volumes (en latin, traduit en français)
- Mémoires concernant l'histoire naturelle de l'empire chinois par des pères de la Compagnie de Jésus. Notes sur les mollusques terrestres de la vallée du Fleuve Bleu, Shanghai, imprimerie de l'orphelinat de T'ou-Sè-Wè de la mission catholique de Chang-haï, 1882-1890
  - 1882 II 1-88, planches 12-21
  - 1885 III 89-132, planches 22-32
  - 1890 IV 125(sic)-188, planches 33-43